# Parafia Wniebowzięcia Najświętszej Maryi Panny w Grzegorzewie
Parafia Wniebowzięcia Najświętszej Maryi Panny w Grzegorzewie – rzymskokatolicka parafia położona w zachodniej części gminy Grzegorzew oraz fragmentach gmin Koło i Olszówka. Administracyjnie należy do dekanatu kolskiego (diecezja włocławska). 

## Duszpasterze
W parafii posługują:
- proboszcz: ks. Tomasz Król (od 2022)
- wikariusz: ks. Wojciech Thiel (od 2023)
- rezydent: ks. prał. Michał Pietrzak

## Kościoły
- kościół parafialny: Kościół św. Mikołaja w Grzegorzewie
- kaplica filialna: Kaplica NMP Królowej Polski w Boguszyńcu
- kaplica filialna: Kaplica Matki Bożej Fatimskiej w Grzegorzewie (cmentarna)

## Historia
Pierwsza wzmianka o parafii pochodzi z 1521r. z Liber beneficiorum archidiecezji gnieźnieńskiej autorstwa arcybiskupa Jana Łaskiego. Wówczas w skład parafii wchodziły miejscowości Grzegorzew, Ponętowo (obecnie Ponętów), Tarnówka, Przybyłowo (obecnie Przybyłów), Skobielice, Powiercie, Zawadki, Leśnica, Chojny, Boguszyniec, Kiełczewek, Zabłocie i Otaląż.  
W 1532 r. nastąpiła inkorporacja parafii do kapituły uniejowskiej. Od tego momentu, aż do 1819 r. proboszczami parafii byli kanonicy tejże kapituły, rezydowali oni jednak przy swojej kanonii. W Grzegorzewie przebywali księża wikariusze, czasami zakonnicy z  klasztoru bernardynów w Kole. 
W 1608 r. wizytację w parafii prowadził archidiakon gnieźnieński Wincenty à Seue. Kanonikiem kapituły uniejowskiej był wówczas ks. Florian Maliszewski, funkcję wikariuszy sprawowali Wawrzyniec Lutowski i Zygmunt Maciążek.

## Informacje ogólne
Do parafii należą wierni mieszkający w miejscowościach: Boguszyniec, Grzegorzew, Kiełczewek, Ponętów Dolny, Tarnówka, Chojny, Mikołajówek, Leśnica, Ponętów Górny Drugi i Ponętów Górny Pierwszy. 
Placówki edukacyjne znajdujące się w granicach administracyjnych parafii:
- Grzegorzew
  - Zespół Szkolno-Przedszkolny im. Tadeusza Zawadzkiego "Zośki"
- Ponętów Górny Drugi
  - Szkoła Podstawowa im. Henryka Sienkiewicza

Odpusty parafialne:
- 15 sierpnia - uroczystość Wniebowzięcia Najświętszej Maryi Panny (kościół parafialny)
- 3 maja - uroczystość Najświętszej Maryi Panny Królowej Polski (kaplica w Boguszyńcu)
- 6 grudnia - wspomnienie św. Mikołaja Biskupa (kościół parafialny)